# Allan Boesak
Allan Aubrey Boesak (Kakamas, 23 febbraio 1945) è un religioso e attivista sudafricano.
Pastore della Chiesa missionaria riformata olandese (in afrikaans Nederduitse Gereformeerde Sendingkerk, "chiesa calvinista per i fedeli meticci"), è stato un attivista anti-apartheid. Nel 1999 è stato condannato al carcere per frode, ma alla fine del 2004 è stato reintegrato come pastore.

## Teologo, pastore ed attivista
Boesak fu inizialmente noto come teologo della liberazione, a partire soprattutto dalla pubblicazione della sua tesi di dottorato Farewell to Innocence ("Addio all'innocenza", 1976). Nel decennio successivo proseguì la sua attività di autore di libri ben accolti da critica e pubblico e di collezioni di saggi, sermoni e così via.
Boesak fu eletto presidente dell'Alleanza mondiale delle Chiese riformate nel 1982, carica che ha ricoperto fino al 1991.
La sua fama crebbe notevolmente negli anni Ottanta in qualità di acceso critico ed oppositore della politica di apartheid del National Party (in afrikaans Nasionale Party) e svolse un ruolo di primo piano nelle campagne anti-apartheid quale leader del United Democratic Front ("Fronte Democratico Unitario") tra il 1983 e il 1991.
Nel 1991 Boesak venne eletto presidente per la provincia del Capo Occidentale dell'African National Congress (ANC).
Boesak si è dimesso dalla Chiesa riformata olandese nel 1990 a seguito di rivelazioni su una sua relazione extraconiugale con la presentatrice televisiva Elna Botha. In seguito i due si sono sposati.
Ha ricevuto, nel corso degli anni, dodici lauree honoris causa e svariati altri premi e riconoscimenti internazionali.

## Un personaggio controverso
Alla fine degli anni Novanta Boesak, all'epoca ancora presidente dell'ANC del Capo Occidentale, venne accusato di appropriazione indebita di 250.000 rand sudafricani ricevuti dal gruppo d'investimenti danese Danchurch Aid, dalla Coca Cola Foundation e dal cantante Paul Simon. Stanziati per contribuire a progetti di sviluppo per la Boesak's Foundation for Peace and Justice nella provincia del Capo Occidentale, i fondi furono in realtà trasferiti da Boesak su un fondo fiduciario privato. In seguito alle indagini della polizia Boesak venne incriminato ed infine condannato per frode. Venne incarcerato nel 2000, ma fu rilasciato nel 2001 dopo aver scontato più di un anno di carcere dei tre che gli erano stati inflitti.
Benché Boesak avesse avanzato richiesta di grazia al presidente sudafricano Thabo Mbeki, dopo la sua scarcerazione tale provvedimento non venne adottato in quanto il governo ritenne che Boesak non avesse ammesso i propri errori. Il 15 gennaio 2005 venne comunque infine annunciato che il presidente aveva concesso la grazia a Boesak e che la sua fedina penale era di nuovo pulita.
Oggi si definisce "osservatore politico", oltre che critico della cultura, in ambito sudafricano.